# بير تاسي
بيير تاسي (بالعبرية: פאר טסי؛ ولد 10 مايو 1984)، هو مغني إسرائيلي وكاتب أغاني في النوع مزراحي 

## مولده ونشأته
ولد تاسي في 10 مايو 1984 في بلدة برديس حنا-كركور الإسرائيلية، وهو من أصل يهودي يمني. بدأ الغناء في سن السادسة في الكنيس اليمني في حيه. في شبابه ، غنى في نوادي الكاريوكي والحفلات.
خدم تاسي في الجيش الإسرائيلي كجندي مقاتل في لواء كفير. بعد الانتهاء من خدمته العسكرية ، كان مغنيًا في شركة فتال لإدارة الفنادق. بعد عامين ، غادر تاسي أعمال الفنادق وبدأ العمل في ألبومه الأول. في عام 2009 ، أصدر أول أغنية له ، تليها ثلاثة أغانٍ أخرى تم إصدارها في 2010 و 2011 و 2013. وفي عام 2013 ، فاز بالمركز الأول في مسابقة موسيقية بأغنية أطلقها لاحقًا كأغنية واحدة. أطلق ثلاث أغاني أخرى في ذلك العام. في نوفمبر 2013 ، تم إصدار ألبومه الأول ، الذي عمل عليه لمدة أربع سنوات. بين عامي 2014 و 2017 ، نمت مهنته الموسيقية وشعبيته مع استمراره في إصدار الأغنيات والألبومات. كان من بين أغانيه الفردية الشهيرة ديريخ شالوم

## حياته الشخصية
تزوج تاسي من تل شوشان في 15 سبتمبر 2015. ولدت ابنتهما هيليل في 4 يناير 2017.

## ألبوماته
- بير تاسي ألبوم هاشورا (2013)
- كوشة شيل أهاب (2014)
- مناشيم روزوت (2016)
- شاهور لبن (2017)

## روابط خارجية
- بير تاسي على موقع IMDb (الإنجليزية)
- بير تاسي على موقع ميوزك برينز (الإنجليزية)
- بير تاسي على موقع ميوزك برينز (الإنجليزية)
- بير تاسي على موقع ديسكوغز (الإنجليزية)